# 올란도 칼릭스테
올란도 칼릭스테(영어: Orlando Calixte, 1992년 2월 3일 ~ )는 도미니카 공화국 출신의 야구 선수이자 메이저 리그에 소속되어 있는 캔자스시티 로열스의 선수이다.

## 경력
2010년 8월 28일에 캔자스시티 로열스와 계약한다. 루키 리그인 도미니칸 서머 리그에서 20경기에 출장하여, 12타점과 3개의 도루, .227의 타율을 기록한다.
2011년에는 싱글A인 케인 카운티 쿠거스에서 81경기에 출장하여, 3개의 홈런과 31개의 타점, 11개의 도루, .208의 타율을 기록한다.
2012년에는 전년과 마찬가지로 싱글A에서 62경기에 출장하여, 10개의 홈런과 34개의 타점, 2개의 도루, .241의 타율을 기록한다. 6월에는 싱글A+인 윌밍턴 블루 락스로 승격된다. 싱글A+에서는 63경기에 나와서 4개의 홈런과 28개의 타점, 8개의 도루, .281의 타율을 기록한다.
2013년에는 더블A인 노스웨스트 아칸사스 내추럴스에서 123경기에 출장하여, 8개의 홈런과 36개의 타점, 14개의 도루, .250의 타율을 기록한다.
2014년에는 전년과 마찬가지로 더블A에서 96경기에 출장하여, 11개의 홈런, 37개의 타점, 9개의 도루, .241의 타율을 기록한다. 오프 시즌인 11월 20일에는 캔자스시티 로열스와 메이저 계약을 맺고, 40인 로스터에 들어간다.

## 참조
1. ↑  “Royals acquire Fuentes; set 40-man roster ahead of tonight's deadline”. 《MLB.com Royals Press Release》. 2014년 11월 21일. 2015년 3월 27일에 원본 문서에서 보존된 문서. 2014년 12월 30일에 확인함.